# Aulacomnium palustre
Aulacomnium palustre là một loài rêu trong họ Aulacomniaceae. Loài này được Hedw. Schwägr. mô tả khoa học đầu tiên năm 1827.